# Consthum
Consthum (lb. Konstem) – wieś (Uertschaft) w północnym Luksemburgu, w kantonie Clervaux, w gminie Parc Hosingen. Do 3 października 2015 miejscowość leżała w dystrykcie Diekirch, a do 31 grudnia 2011 samodzielna gmina.